# Sarah Lucas
Sarah Lucas (Londres, Inglaterra, 1962) es una artista visual que ha tenido reconocimiento en el grupo de los Jóvenes Artistas Británicos (Young British Artists o YBA's en inglés) en los años 1990. Su obra es conocida por su agudo ingenio y el uso de elementos ready-made.
Las galerías que la representan son: Sadie Coles HQ, Londres; kurimanzutto, Ciudad de México, Nueva York y Gladstone Gallery, Nueva York.

## Formación
Estudio en el London College of Printing antes de ingresar al Goldsmiths College, adonde acudió en el período 1984-1987.

## Trayectoria
Su obra temprana consistió en instalaciones de esculturas, y con ello formó parte de la exhibición Freeze, una exposición colectiva organizada por Damien Hirst. El éxito vino en 1991 cuando expuso su obra en solitario en el City Racing. Esta consistió en collages hechos con portadas de periódicos británicos. Las dramáticas piezas, con gran énfasis en sexo, deformidad, violencia y sensacionalismo tipificaron muchos de los elementos asociados con el YBAs. Charles Saatchi compró el set completo y lo exhibió en la Saatchi Gallery, en Londres, al año siguiente. Lucas usó el dinero procedente de la venta para financiar "The Shop", un proyecto ejecutado con su amiga Tracey Emin, conocido como "The Birds" en 1993. Muchas de las obras de Lucas de ese periodo fueron parodias sutiles del trabajo de contemporáneos suyos más famosos.
Fuera de las contribuciones que realizó a las exhibiciones Brilliant, en 1995, y Sensation, en 1997, Lucas no exhibió en solitario hasta 1998, cuando Sadie Coles le organizó una exposición en un edificio vacío en Clerkenwell. En 2000 le fue encargada la instalación de una serie de obras en el museo Freud, lo cual estuvo acompañado de una exhibición en la galería Sadie Coles. Los trabajos allí presentados eran formas feminoides inspiradas por Louise Bourgeois. La exposición de Lucas en 2006 realizada en el museo Tate Liverpool fue considerada por Jonathan Jones en The Guardian como mediocre.[cita requerida]